# 中华人民共和国外交部干部司
中华人民共和国外交部干部司（英語：Department of Personnel of the Ministry of Foreign Affairs of the People's Republic of China），是中华人民共和国外交部直接领导的工作机关。

## 机构沿革
外交部干部司前身是外交部人事司。1964年，改组为干部司。

## 工作职能
外交部干部司主要按照国务院和外交部给其确定的工作范围，负责办理以下各项工作：
- 负责部机关和驻外外交机构人事管理工作，承办驻外外交机构及驻香港、澳门特派员公署主要官员任免的具体工作；
- 会同有关部门研究规范驻外人员管理制度；
- 拟订外交干部队伍教育培训规划并指导落实。

## 历任司长

### 人事司时期
- 刘新权（－1964，部长助理兼任）

### 干部司时期
- 符浩（1964－1972）
- 万永祥（1987.07－1989）
- 王建立（－）
- 刘正修（－2000）
- 刘玉和（2000－2003）
- 吴恳（2003－2007）
- 田学军（2007－2012）
- 吕凡（2012－2014）
- 曹忠明（2015－2018）
- 孙祥华（2018－2021）
- 卞立新（2021－）